# 斯威尼灣
74°27′S 115°20′W / 74.450°S 115.333°W
斯威尼灣（英語：Sweeny Inlet）是南極洲的內灣，位於瑪麗伯德地的巴庫蒂斯海岸，處於斯波爾丁半島和馬丁半島之間，寬33公里，美國地質調查局根據測量和該國海軍的空中照片繪入地圖，現時由南極條約體系管理。